# Wilhelm Dütz
Wilhelm Dütz (* 29. Juni 1933 in Burgsteinfurt) ist ein deutscher Jurist und ehemaliger Hochschullehrer an der Universität Augsburg.

## Leben
Nach dem Abitur 1953 in Burgsteinfurt studierte Dütz die Rechts- und Staatswissenschaften in Münster und Universität Hamburg. Sein Studium schloss er 1957 mit dem Ersten Juristischen Staatsexamen ab, 1961 folgte das Zweite. 1965 promovierte er unter Hans Brox, 1969 habilitierte er sich, ebenfalls unter Brox.
Bereits seit 1961 arbeitete Dütz als Richter am Landgericht Münster. Diese Tätigkeit endete offiziell erst 1971, obwohl er nebenbei am Lehrstuhl von Hans Brox als dessen wissenschaftlicher Mitarbeiter arbeitete und promovierte. Von 1961 bis 1963 war Dütz zudem von seiner Stellung als Richter beurlaubt, da er am Bundesgerichtshof als Rechtsanwalt arbeitete. Mit dem Abschluss seiner Habilitation beendete er sowohl seine Tätigkeit als Richter als auch beim Lehrstuhl Brox. Seit 1970 war er Professor an der FU Berlin, 1973 wechselte er an die Universität Augsburg, wo er bis zu seiner Emeritierung 2001 lehrte und forschte.
Dütz’ Forschungsschwerpunkte lagen vor allem im Bürgerlichen Recht, im Zivilprozessrecht, Arbeitsrecht und Handelsrecht.

## Werke (Auswahl)
- Die gerichtliche Überprüfung der Sprüche von betriebsverfassungsrechtlichen Einigungs- und Vermittlungsstellen. Gieseking, Bielefeld 1966, ISBN 978-3-7694-0143-1. (Dissertation)
- Rechtsstaatlicher Gerichtsschutz im Privatrecht. Bad Homburg 1970, ISBN 978-3-7610-6055-1. (Habilitation)
- Wilhelm Dütz & Gregor Thüsing: Arbeitsrecht. 20. Auflage. C.H. Beck, München 2015, ISBN 978-3-406-68024-3.
- Gewerkschaftliche Betätigung in kirchlichen Einrichtungen. Athenäum, Königstein im Taunus 1982, ISBN 978-3-7610-6375-0.